# Piwonin
Piwonin – wieś sołecka w Polsce położona w województwie mazowieckim, w powiecie otwockim, w gminie Sobienie-Jeziory. Przez miejscowość przebiega droga wojewódzka nr 739.
| SIMC    | Nazwa    | Rodzaj    |
| ------- | -------- | --------- |
| 0687770 | Podborek | część wsi |

Wierni Kościoła rzymskokatolickiego należą do parafii Wszystkich Świętych w Sobieniach-Jeziorach.
Wieś szlachecka Piwonino  położona była w drugiej połowie XVI wieku w powiecie czerskim  ziemi czerskiej województwa mazowieckiego. W latach 1975–1998 miejscowość administracyjnie należała do województwa siedleckiego.